# Констан Троајон
Констан Троајон (фр. Constant Troyon; Севр, 1810. — Париз, 1865) је био француски сликар. Његов отац је сликао на порцелану па је и Констанов рани рад био везан за ову врсту уметности. Образовање је стицао у радионици у Севру. Приказивао је животиње на сличан начин на који су сликари Барбизонске школе приказивали пејзаже. Такође је познат и по реалистичним приказима природе.